# 国会议员核心小组
国会议员核心小组是美国国会内追求相同立法目标的议员们所组成的议员联合组织。它们是通过美国众议院和参议院而组建的“国会成员组织”，并接受相应议院的规则管理。除了被称为“核心小组”外，它们还会被称为协商大会、联合体、研究组、任务组或工作组。 美国之外的其他议会制国家多使用“议会党团”这个名词，例如英国议会就有“跨党派议会党团”。

## 主要类型

### 政党出身
美国国会内最大的议员核心小组是美国国会政党核心小组和协商大会。这些带有政党属性的议会党团包括所属议院内该党派（民主党或共和党）内所有议员以及可能与两党任何一方进行协商的无党籍议员。国会政党核心小组和协商大会包括：众议院民主党核心小组、众议院共和党协商大会、参议院民主党核心小组和参议院共和党协商大会。这些议会党团会定期举行闭门会议，为众议院和参议院制订立法议程、遴选委员会成员和主席，以及通过选举来甄选各议场领袖。同时它们还负责监督4个国会山委员会及政党委员会，后者致力于推选及助选本党的国会议员。

### 意识形态
按意识形态区分的议员核心小组可以视为“党内党”。由于美国实行的是两党制，因此这种意识形态核心小组有利于在两个相对较大的大帐篷形态政党内部聚集和推进更为集中政治立场。而一些议员核心小组则是有组织的政治派別，他们往往有相同的意识形态取向。 大部分具有意识形态的核心小组都在众议院。

### 种族族群
最明显的按族裔出身划分的议员核心小组就是通过他们所属的民族或种族，其中比较高调便是有色人种议会党团。国会黑人核心小组、国会西裔核心小组和国会亚太裔核心小组是组成了国会三方核心小组。
- 非裔美国人：国会黑人核心小组
- 西裔美国人：
  - 国会西裔核心小组（现由民主党议员组成）
  - 国会西裔协商大会（英语：Congressional Hispanic Conference）（从国会西裔核心小组分裂形成，现由共和党议员组成）
- 亚裔美国人和太平洋岛民裔美国人（英语：Pacific Islander Americans）：国会亚太裔美国人核心小组（也对其他族裔议员开放）

### LGBTQ+
2008年6月4日，美国国会中已“出柜”的同性恋众议员塔米·鲍德温和巴尼·弗兰克共同宣布国会LGBT平权核心小组的成立。 国会LGBT平权核心小组的核心宗旨是为LGBT权利而奋斗、废除歧视LGBT的相关法律、消除以仇恨为动机的暴力行为；同时改善所有人的健康与福祉，不论其性倾向、性别认同及性别表现。 该核心小组为国会议员、他们的工作团队及公众提供了有关LGBT议题的相关资料来源。
国会LGBT平权核心小组接纳每一个愿意推进LGBT权利的国会议员，而无论其本身的性别认同和性取向为何；而它的领导人历来由两院每一位已公开身份的同性恋议员轮流担任。在第117届美国国会中，核心小组拥有175名成员，为创建以来最多的一次；但遗憾的是，本届小组成员全为民主党人。

### 利益集团
最常见的议员核心小组通常都是因为共同利益而团结到一起。这些小组或是跨党派（由民主党议员和共和党议员共同组成），要么是跨院会（由众议员和参议员共同组成）。例如：跨院会的国会自行车核心小组就旨在推广自行车骑行；而跨党派的参议院台湾连线则目的在与台湾建立更牢固的关系。

## 运行规则
众议院行政委员会给国会成员组织制定了一些规则。例如：每届国会召开时，每个国会成员组织都必须以电子方式向行政委员会注册；注册资料包括核心小组的名称、宗旨说明、小组管理人员及负责处理与核心小组相关议题的雇员。
这些规则还包括：
- 众议员和参议员都可以参加国会成员组织，但国会成员组织的管理人员中必须至少有一人是众议员。即便有参议员参与国会成员组织都不会在任何方面影响该组织原本被授权涉及的范围。
- 国会成员组织既不是公司也不是法律主体，同时也并非雇佣组织。议员代表津贴可能无法支持国会成员组织成为独立实体。国会不得为国会成员组织单独分配办公室。
- 国会成员组织及组织成员个人都不得接受任何来自私人组织或个人提供的商品、资金和服务来支持国会成员组织；但组织成员可以利用个人资金支持国会成员组织。
- 国会成员组织可以利用其成员的雇员或共享雇员及官方资源来协助国会成员组织实现其立法目标，但不得以国会成员组织名义去雇佣任何员工。
- 国会成员组织不得使用免付邮资（英语：Franking）特权，组织成员也不得将自己的免付邮资特权出借给国会成员组织。
- 国会成员组织成员可以利用官方资源从事与国会成员组织目的相关的沟通，但任何此类沟通的邮件往来必须遵守免付邮资的相关规定。
- 国会成员组织成员可以将自己官方网站的部分内容用于宣传国会成员组织，而国会成员组织可能会没有自己的独立宣传网站。
- 国会成员组织成员可以内部邮件传达国会成员组织的相关内容。
- 国会成员组织成员可以准备与国会成员组织相关的材料用于传播。
- 官方资金不得用于打印国会成员组织材料或支付其文具费用。
- 国会成员组织成员可以在任何其官方文具上标注他在国会成员组织的身份。

### 脚注
1. 1 2  自由核心小组不公开成员名册，实际人数可能会更高，不含共和党治理集团。

民主党 (212)
国会进步核心小组：73席
新民主党人联盟兼国会进步核心小组：23席
新民主党人联盟：70席
蓝狗联盟兼新民主党人联盟：5席
蓝狗联盟：5席
其他民主党人: 36席
空缺 (6)
空缺 (6)
共和黨 (217)
其他共和黨人：14席
共和黨研究委員會：162席
研究委員會兼自由核心小组：17席
自由核心小组：24席

2. ↑  中文译名参考自美国国务院全球公共事务局旗下网站之报道。[1]

### 出典
1. ↑  Jianan. . ShareAmerica. 华盛顿特区: 美国国务院. 2021-11-17  [2022-09-09]. （原始内容存档于2022-09-09） （中文（简体））.
2. ↑   (PDF). 国会研究处. 2019-01-23  [2022-09-09]. （原始内容存档 (PDF)于2021-07-03） （英语）.
3. ↑  David Hawkings. . 点名报. 2016-01-19  [2022-09-09]. （原始内容存档于2022-09-09） （英语）.
4. ↑  Jerilyn Goodman. . 美国众议院. 华盛顿特区: 国会LGBT平权核心小组. 2008-06-04  [2022-09-09]. （原始内容存档于2012-12-11） （英语）.
5. ↑  Keleveld. . 1123. 2008-06-05  [2022-09-09]. （原始内容存档于2022-09-09） （英语）.
6. 1 2  . 美国众议院. 国会LGBTQ+平权核心小组.   [2022-09-10]. （原始内容存档于2023-03-03） （英语）.
7. ↑  . 美国众议院. 国会LGBTQ+平权核心小组.   [2022-09-10]. （原始内容存档于2023-02-22） （英语）.